# ×××な彼女が田舎生活を満喫するヒミツの方法
『×××な彼女が田舎生活を満喫するヒミツの方法』（かのじょがいなかせいかつをまんきつするひみつのほうほう）は、日本のアダルトゲームブランドLime vertより2012年6月29日に発売されたWindows用18禁恋愛アドベンチャーゲームである。公式での略称は「かのいな」。

## 概要
株式会社オメガビジョンのブランドであるLimeが、名前をLime vertと新たに変えて放つ第一弾。2012年4月21日、メーカー公式サイトがオープンするとともに、同日発売の『PUSH!!』（マックス）2012年6月号にて制作が発表された。
「シナリオ制作チームさるさる」に所属する一谷道子がシナリオを担当。Limeに所属する羽純りおと、フリーのひなたももが原画を担当している。
早期予約キャンペーン中に対象店舗で予約した人へ、先着で「『羽純りお』特製”描きおろしイラスト色紙”」がプレゼントされた。

## ストーリー
山々に囲まれた、平和を絵に描いたようなのどかな田舎町、月観町（つきみちょう）。そんな町を愛している尾高幸助はオタクでもあり、月観学園に幼馴染たちと「オタク部」を設立して各ジャンルの雑談をしつつ、時にはもう一つの顔である「猫の手部」として学園や町の人助けをしながら日々を過ごしてきた。そんな夏のある日、都会から大企業の令嬢が療養のため、お抱えの執事と共に転入してきた。そんな彼女と学園生活を楽しく過ごしたいと思う幸助だったが、彼女には人様には公に言えない秘密があった。かくして、そんなお嬢様を加えたオタク部の愉快で思い出に残るひと夏がはじまった。

## 登場人物

### 主人公
尾高 幸助（おだか こうすけ）
月観学園2年A組所属。 幼馴染であるほたるたちと「オタク部」を結成して部長を務めている。幼馴染たちからは「幸ちゃん」とよばれ、愛されている。
月観町をこよなく愛し、町の役に立とうと「猫の手部」として福祉活動をしており、緊急活動の時には、小さいころのヒーローものを真似てキャットハンドジャー・レッドと名乗っている。アニメやラノベが好きなオタクではあるが、ほとんどは人に勧められて見たものであり、知識はそれほど深くない。人助けが苦にならない気質であり、その正義感のある性格と聞き上手なことから、周囲に頼られている。
隣の町から3歳の時、月観町へ引っ越してきた。舞、ほたる、渡が喧嘩していた時、自分が悪役を引き受けて仲直りさせたのが幸助だった。それ以来、彼女たちは幸助のことをリーダーとして認めてきた。
両親は現在、アジアの僻地で医療活動を行っている。数年前に両親の都合で一人暮らしとなったとき、心配した山野辺実香子の好意によって山野辺家の離れに住んでいる。

### ヒロイン
有栖川 莉子（ありすがわ りこ）
声：真中海
有栖川財閥の令嬢。ツリ目でツインテールが特徴の美少女。療養という名目で東京から月観町に引っ越し、月観学園2年A組へ転入する。転校初日はヘリコプターで校庭まで降り、皆を驚かせた。
容姿端麗、優雅な立ち振る舞いで、趣味は生け花、書道、声楽、日本舞踊という、周囲の誰もが納得する「お嬢様」であるが、実際はマンガ、アニメ、ゲーム、ラノベなどが大好きなオタク。アニメの見すぎで倒れたり、アニソンを歌いすぎて吐血したりと、オタク生活の不摂生がたたって体調を崩すほど。月観町へ来た理由も、体調を崩した理由を勘違いした両親たち周囲が療養を勧めたため。オタク系の知識とグッズの収集は常人を遥かに超えており、自室に膨大なオタクコレクションが並んでいる。東京に居た頃は、秋葉原では各方面で有名人であり、「生きる伝説」と化している。外見とは裏腹に腹黒なドSで、自分の趣向を知った幸助を監視する目的で、オタク部へ入ることを決めた。策士で人遣いがうまく、猫の手部への依頼にも様々な意見を出すアイデアマンである。
ほたる達はキャットハンドジャーの色で例えるなら清楚なホワイトが似合っていると言っているが、幸助としてはどす黒いブラックが良く似合っていると思っている。
高梨 舞（たかなし まい）
声：まきいづみ
幸助のひとつ年上の幼馴染で、月観学園3年生かつオタク部副部長。緊急活動時の名前は、キャットハンドジャー・ピンク。幸助のことは「幸ちゃん」と呼び、幸助たちからは「舞姉」と呼ばれている。
頭がよくて頼りになるが、やや天然なところがある。かつては旧家のお嬢様で、そのおっとりとした性格も併せ、今でも月観町のアイドルと称されるほど、町内や学園では人気が高い。町民からは「姫様」と呼ばれている。求婚者も多く、「高梨舞さんにプロポーズしちゃうぞツアー」を旅行会社が勝手に組むほどであるが、いずれも断っている。
10年以上前、ただ一人の肉親である父親が友人に騙されて借金を請け負い、借金の返済に資財を全て売り払った後に蒸発。それ以後、山奥の掘っ立て小屋で一人暮らしをしている。しかし彼女を慕う町の人達は、日なが陰ながらに援助している。
幸助の姉ともいえる立場であり、幸助にはとても甘く、何かあるたびに抱きしめてくる。
琥坂 響希（こさか ひびき）
声：桜川未央
幼い頃から莉子に仕える使用人であり、本人は執事と自称している。常に執事服を着ており、一人称も「ボク」。そのため、一部の人からは男性と間違われることもあるが、本人は女性であることを隠しているわけではない。月観町に引っ越す莉子に付き添い、月観学園2年A組へ転入する。
莉子の世話をすることが生きがいかつ喜びであり、趣味も莉子の世話をすること、と言い放つぐらい莉子のことが大好き。莉子の命じることなら何でもこなすことができ、その能力は、暴走するイノシシを一撃で倒すことができるほど。
山野辺 ほたる（やまのべ ほたる）
声：雪都さお梨
幸助と同い年の幼馴染みで、月観学園2年A組かつオタク部書記。緊急活動時の名前は、キャットハンドジャー・イエロー。特に少女漫画が好きで有り、休みの日には幸助の布団に潜り込んで、一緒に漫画を読むことがある。小さいころからイラストを描くのが好き。そのイラストの題材は、いずれも幸助がほしがったり好きだったりしたものである。そのせいか、絵の巧さは莉子が感心するほどであり、本人の夢は少女漫画家になることである。
幸助のことが好きであるが、本人には伝えていない。同い年であるが、幸助の妹といえる立場である。いつも幸助のことを励まし、何かあった時は必ず背中を押してくれる。莉子の転校に危機感を覚え、離れに住む幸助を毎朝起こしに来て、朝食を作るようになる。

### サブキャラクター
一条 渡（いちじょう わたる）
声：古河徹人
幸助、ほたるたちの幼馴染でクラスメイト、かつオタク部情報収集係。緊急活動時の名前は、キャットハンドジャー・ブルー。月観寺という古刹の跡取り息子であり、本人もいずれ住職となって継ぐ予定。父親は「御前様」と呼ばれており、本人は「御前様の坊ちゃん」と町民に呼ばれている。黙っていればイケメンだが、無駄に煩悩が暴走していると女性陣から噂されており、その言動から女性人気は今一つである。
山野辺 実香子（やまのべ みかこ）
声：柚木サチ
ほたるの母親であり、月観学園の美術教師かつ舞のクラス担任。オタク部の顧問でもある。一人暮らしである幸助の保護者代わりであり、食事や洗濯などの家事もすべて引き受けている。
有栖川 京香（ありすがわ きょうか）
声：榛名れん
莉子の母親。療養で親元を離れて月観町に移り住んだ莉子の身を案じている。普段は温厚な性格だが怒らせると後悔するほどとても怖く、莉子の父親は彼女に頭が上がらなく、有栖川財閥の影の支配者。
坂崎 美鈴（さかざき みすず）
声：香澄りょう
月観学園2年A組のクラス委員長。周囲からの信頼は暑い。オタク部、特に幸助のことを応援している。

## 用語
月観町（つきみちょう）
物語の舞台となる田舎町。周囲を山々に囲まれた盆地に位置し、農耕用の牛が農道を長闊するほどのどかで、穏やかな性格の人達が多い、平和を絵に描いたような田舎町。テレビは民放の2局しかなく、町に行くにも電車で一時間以上乗る必要があるなど交通が不便なため、近年町を離れる若者が多くなっている。蕎麦の名産地であり、町の名にちなんでつけた「月観そば」は逸品。
月観学園（つきみがくえん）
幸助たちが通う高校。田園の真ん中に位置し、女子生徒の制服が可愛い事で近辺の町では有名。
オタク部
幸助たちが立ち上げた部で、空き教室を部室として使用してる。主に漫画・アニメ・ゲームの雑談をする。その一方で「猫の手部」として、学園や町の福祉活動に自主的に貢献しており、地域住民からの評価も大変高いため、部室内のテレビゲームの持ち込みなどを免除されている。
キャットハンドジャー
小さい頃、特撮ヒーロー戦隊に憧れた幸助たちが「猫の手部」という意味で付けたグループ名。緊急活動の時のみその名を使い、隊員はレッドやイエローなどの「色」で呼ばれる。
有栖川邸（ありすがわてい）
莉子の住んでいる洋館。元々は莉子の両親が結婚祝いに、休日のひとときを過ごすために経てた洋館で、数年に一度、避暑などの目的で訪れていた。莉子が引っ越してくるまでは管理人の老夫婦が住んでいて、その不気味な佇まいから月観町住人からは「魔女屋敷」とも呼ばれていた。莉子が引っ越してきてからは、自室をはじめとする各部屋にオタクグッズが散乱し、幸助たちから「宝物庫」とも呼ばれている。

## スタッフ
- キャラクターデザイン・原画
  - 羽純りお（有栖川莉子、琥坂響希、尾高幸助、一条渡、有栖川京香）
  - ひなたもも（高梨舞、山野辺ほたる、山野辺実香子、坂崎美鈴）
- 企画・脚本：一谷道子
- 音楽：Charon
- CG彩色監修：斉藤陽子
- CG：たけぽん、真希、ゆう、依織、まぐぅ
- 背景美術：コタロー、灯色
- インターフェースデザイン：まぐぅ
- オープニングムービー：KIZAWA Studio
- オープニングテーマ「夏恋エスカレーション」
  - 歌：のみこ、作詞：森林彬、作曲：アッチョリケ／Charon、編曲：Charon
- エンディングテーマ「真夏のタイムカプセル」
  - 歌：結月そら、作詞：森林彬、作曲：アッチョリケ／Charon、編曲：Charon